# Karl Cordin
Karl Cordin (Dornbirn, 3 novembre 1948) è un ex sciatore alpino austriaco, vincitore della Coppa del Mondo di discesa libera nel 1970 e di una medaglia iridata.

## Biografia
Discesista puro, Karl Cordin ottenne il primo risultato di rilievo in Coppa del Mondo, nonché primo podio, l'11 gennaio 1969 sulla pista Lauberhorn di Wengen, piazzandosi 3º dietro ai connazionali Karl Schranz e Heini Messner. L'anno dopo ai Mondiali di Val Gardena 1970 si aggiudicò la medaglia d'argento; in quella stessa stagione 1969-1970 in Coppa del Mondo conquistò il primo successo di carriera, a Jackson Hole il 21 febbraio, e a fine annata risultò vincitore della Coppa del Mondo di specialità a pari merito con Schranz.
Due anni dopo venne convocato per gli XI Giochi olimpici invernali di Sapporo 1972, sua unica presenza olimpica, dove giunse al 7º posto; il 18 dicembre 1973 salì per l'ultima volta sul podio in Coppa del Mondo, vincendo la gara disputata a Zell am See, e ai successivi Mondiali di Sankt Moritz 1974 si classificò 4º. L'ultimo piazzamento della sua attività agonistica fu il 7º posto ottenuto nella gara di Coppa del Mondo disputata il 12 dicembre 1975 a Madonna di Campiglio.

## Palmarès

### Mondiali
- 1 medaglia:
  - 1 argento (discesa libera[1] a Val Gardena 1970)

### Coppa del Mondo
- Miglior piazzamento in classifica generale: 10º nel 1970
- Vincitore della Coppa del Mondo di discesa libera nel 1970
- 10 podi (tutti in discesa libera):
  - 3 vittorie
  - 5 secondi posti
  - 2 terzi posti

#### Coppa del Mondo - vittorie
| Data             | Località     | Paese       | Specialità |
| ---------------- | ------------ | ----------- | ---------- |
| 21 febbraio 1970 | Jackson Hole | Stati Uniti | DH         |
| 20 dicembre 1970 | Val-d'Isère  | Francia     | DH         |
| 18 dicembre 1973 | Zell am See  | Austria     | DH         |

Legenda:

DH = discesa libera

### Campionati austriaci
- 3 medaglie[2]:
  - 2 ori (discesa libera nel 1969; discesa libera nel 1971)
  - 1 argento (discesa libera nel 1975)

### Campionati austriaci juniores
- 7 medaglie[2]:
  - 3 ori (slalom gigante, slalom speciale, combinata nel 1966)
  - 1 argento (slalom speciale nel 1967)
  - 3 bronzi (slalom gigante, combinata nel 1964; discesa libera nel 1967)